# Alexandra Richie
Alexandra Richie-Bartoszewska (ur. 1961 w Victorii) – kanadyjsko-polska historyczka, autorka książek, nauczycielka akademicka w Collegium Civitas w Warszawie.

## Życiorys
Studiowała na University of Victoria w Kanadzie oraz Uniwersytecie Oksfordzkim, gdzie otrzymała stopień doktora historii w St Antony’s College. Pracowała w Londynie w Boston Consulting Group, specjalizując się w restrukturyzacji gospodarki w krajach postkomunistycznych. Wykładała w Oxfordzie historię i stosunki polityczne w Europie Środkowo-Wschodniej. Wykłada historię jako tzw. visiting profesor w Collegium Civitas w Warszawie oraz w różnych instytucjach w Wielkiej Brytanii i Kanadzie. Współpracuje także jako historyk przy filmach dokumentalnych, programach telewizyjnych i radiowych. Pełni także funkcję Presidential Counselor w National World War II Museum w Nowym Orleanie oraz Governor of St Michael’s University School w Wiktorii.

## Życie prywatne
Jest żoną Władysława Teofila Bartoszewskiego (ur. 1955), posła, historyka i doktora antropologii. Mają dwie córki.

## Nagrody
- Faust's Metropolis: A History of Berlin znalazła się na czele listy „Publisher's Weekly”[4].
- Nagroda Newsweeka im. Teresy Torańskiej 2014 w kategorii „Najlepsza książka”[5][6].
- Nagroda Historyczna im. Kazimierza Moczarskiego 2015[7][8].

## Publikacje
- Faust's Metropolis. A History of Berlin, New York: Carroll & Graf 1998.
- Warsaw 1944: Hitler, Himmler, and the Warsaw uprising, New York: Farrar, Straus and Giroux 2013 (przekład polski: Warszawa 1944: tragiczne powstanie, przeł. Zofia Kunert, Warszawa: Wydawnictwo W.A.B. – Grupa Wydawnicza Foksal 2014.